# 오픈 허브
오픈 허브(Open Hub, 과거 올로(Ohloh))는 웹서비스 모음들과 오픈 소스 소프트웨어 개발 환경의 전반을 안내하는 데 초점을 둔 온라인 커뮤니티 플랫폼을 제공하는 웹사이트다. 이 사이트는 2004년에 공식 마이크로소프트 매니저 제이슨 앨런(Jason Allen)과 스콧 콜린슨(Scott Collison)에 의해 창설되었으며, 개발자 로빈 러키(Robin Luckey)가 합류했다. 2013년 7월 6일 기준, 이 사이트는 669,601개의 프로젝트들, 681,345개의 소스컨트롤 레포지터리, 3,848,524명의 기여자들 그리고 31,688,426,179개의 코드라인 목록이 있다.
2009년 5월 28일, 올로는 긱넷(Geeknet)에 의해 인기있는 오픈소스 개발 플랫폼 소스포지의 주인들을 얻게 되었다. 그러나 긱넷은 2010년 10월 5일. 올로에 오픈소스 분석 회사 블랙덕소프트웨어를 매각했다. 블랙 덕 소프트웨어는 그들이 기존에 갖고 있던 상품들과 올로의 기능을 통합하기 위해, FOSS 개발의 주요 리소스 안의 사이트를 발전시켰다.

## 디자인
버전 관리 저장소으로부터의 검색 데이터에서(CVS나 서브버전, 깃, 바자르 머큐리얼과 같이) 올로는 프로젝트를 지속시키는 것에 대한 방법을 제공한다. 그 방법은 정보 충돌을 포함한 라이선스, 소프트웨어 메트릭(software metric), 코드의 소스 라인, 커밋 통계 등이다.
코드베이스 기록은 각각의 프로젝트의 활동 정도의 총량에 대해 알리는 것이다. 소프트웨어 스택(올로의 멤버들이 사용한 소프트웨어 애플리케이션의 목록)과 태그들은 프로젝트사이에 유사함을 계산하기 위해 사용되었다. 올로는 다운로드 서비스를 제공했었다.
글로벌 통계는 1990년 초 이래 프로그래밍 언어들의 특성 인기도를 언어 마다 측정하는 방법이다. 또 올로가 가진 사용했었던 모든 프로젝트들에 걸친 글로벌 통계들은 그들의 가장 연속적으로 연장된 컨트롤 수정 기록을 알게하기 위해 사용되었다.
기여 통계는 컨트롤 레포지터리 수정을 위한 코드커밋 중에서 관찰 하기 위해 오픈소스 개발자들의 경험 측정 또한 가능한 것이다. 소셜 네트워크 특징들 (kudos) 은 오픈소스 기여자들의 순위를 사용자들에게 공개하기 위해 소개되었다. 1에서 10정도 순위에 있는 각 사용자들의 쿠도랭크(KudoRank)와 오픈소스 기여자는 저절로 시스템 안의 모든 쿠도를로부터 뽑혔을 것이다.
커밋 통계나 상호 관계등의 근거로 인한 오픈소스 개발자들의 스킬과 생산성 측정의 아이디어는 기술 블로그등에서 복합적인 반응들을 받게되었다.
2007년 8월 22일, API 웹서비스의 공개적 베타 버전이 발표되었다. 서드파티 애플리케이션의 개발을 촉진시키기 위해 공개되어있는 올로의 데이터와 보고서들이 포함되어 있다.

## 코드 검색
2012년에 올로는 그들의 데이터베이에서 소스코드를 찾을 수 있는 사이트를 런칭했다.

이 사이트는 100억 개의 코드라인과 언어필터, 프로젝트나 구문을 찾을 수 있다.

## 같이 보기
- 코더스
- 크루글